# مرگ بر روی نیل (فیلم ۲۰۰۴)
«مرگ بر روی نیل» (انگلیسی: Death on the Nile (2004 film)) یک فیلم به کارگردانی اندرو ویلسون است.

## بازیگران
- دیوید سوشی پوآرو
- جیمز فاکس کلنل رِیس
- اما گریفیتس مالین ژاکلین بلفورت
- جی جی فیلد سایمن دویل
- امیلی بلانت لینِت ریدجوی
- دیوید سول
- فرانس دو لا تور
- باربارا فلاین
- زوئی تلفورد
- اما مك كي جكي